# Дипалладийгадолиний
Дипалладийгадолиний — бинарное неорганическое соединение, интерметаллид
палладия и гадолиния
с формулой GdPd2,
кристаллы.

## Получение
- Сплавление стехиометрических количеств чистых веществ:

{\displaystyle {\mathsf {2Pd+Gd\ {\xrightarrow {1227^{o}C}}\ GdPd_{2}}}}

## Физические свойства
Дипалладийгадолиний образует кристаллы
кубической сингонии,
пространственная группа F d3m,
параметры ячейки a = 0,7577 нм, Z = 8,
структура типа димедьмагния MgCu2 (фаза Лавеса)
.
Соединение образуется по перитектической реакции при температуре 1227°C.